# Pura Raza Española

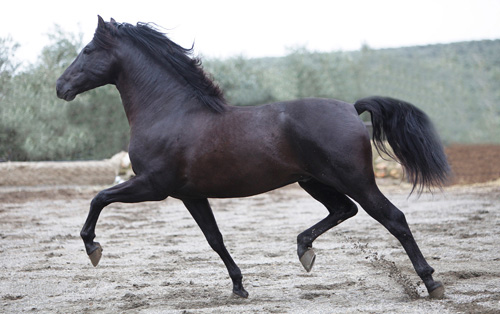
Häst av typ Pura Raza Española

Pura Raza Española (PRE) är den officiella spanska beteckningen för den hästras som historiskt och internationellt är känd som andalusier. Det handlar om en nomenklatur som skapades 1912 med utgångspunkt från det engelska uttrycket för renrasig, "purebred" eller "purebreed".
Stamboken för PRE fördes av Cría Caballar, som var en gren av spanska försvarsministeriet under 100 år och som skapade den första boken för att skriva in hästar av raserna arabiskt fullblod, engelskt fullblod och anglo-arabiskt fullblod. Man beslöt att skriva in de traditionellt kallade andalusiska hästarna som "Pura Raza Española" (spanskt fullblod), senare förkortat till PRE. Valet av den nya beteckningen "Pura Raza Española" (utgående från det engelska uttrycket purebred eller purebreed), i stället för det traditionella ”andalusisk häst” ("caballo andaluz"), är förståeligt genom den förekommande vågen av regenerationism som dominerade i Spanien efter spansk-amerikanska kriget (i Spanien ibland kallat ”Katastrofen 98”) och i beaktande av att uppfödning och marknadsföring av hästar låg i militärens händer och att Spanien då var en centralistisk stat. Dock har åtskilliga akademiker vid Fakulteten i Córdoba förespråkat att man skall återgå till det historiska, traditionella och internationella namnet på rasen: caballo andaluz (andalusisk häst). Bland de citerade professorerna är Rafael Castejón, Gumersindo Aparicio, Francisco Santiesteban, Manuel Gómez Lama och Eduardo Agüera Carmona.
Idag är la Asociación Nacional de Criadores de Caballos de Pura Raza Española (ANCCE), som bildades 1972 och med säte i Sevilla, huvudorganisationen för PRE-hästen på internationell nivå och har ansvaret för rasens stamtavlor på internationell nivå och för det årliga mötet "Salón Internacional del Caballo" (SICAB), som firas i Sevilla sedan 1991. ANCCE fungerar som den internationella moderorganisationen för alla uppfödare runt om i världen som registrerar sina hästar som PRE. Till exempel är USA:s registrering av PRE kopplat till ANCCE, följer ANCCE:s regler, och är skilt från IALHA.
ANCCE använder varken beteckningen "Andalusier" eller "Lusitanier", och registrerar bara hästar som har vissa erkända blodlinjer. Dessutom måste all uppfödning undergå en utvärderingsprocess. 
Sedan 2002 är organisationen erkänd av Spanska jordbruksministeriet som samarbetsorgan.
En annan grupp, the Foundation for the Pure Spanish Horse eller PRE Mundial, har påbörjat ett annat PRE-register i Spanien, ett alternativ till ANCCE. Detta nya register hävdar att alla deras registrerade hästar kan spåras tillbaka till originalboken som fördes av Cria Caballar. Sålunda hävdar PRE Mundial-registret att deras register är det mest autentiska och renaste PRE-registret som finns idag.
År 2010 gjordes en stämning för att bestämma vem som har lagliga rättigheter till stamboken för PRE. The Unión de Criadores de Caballos Españoles (UCCE eller Unionen för de spanska hästuppfödarna) har fört målet till högsta EU-rätt i Bryssel, och hävdat att spanska regeringens överföring av originalboken (den officiella stamtavelboken) från Cria Caballar till ANCCE var illegal. I början av 2009, beslöt rätten till förmån för UCCE, och uttalade att Cria Caballar bildade ”Originalboken”. Eftersom den hade skapats av ett regeringsorgan, var det emot europeisk lagstiftning att överföra stamboken till en privat organisation, och det var emot lagstiftningen av överföra boken till ANCCE, som är en organisation utanför regeringen. Rätten fann att Spaniens försvarsministerium hade varit diskriminerande genom att ge ANCCE ensam kontroll för stamboken, och vidare att Spanien måste tillåta att en stamtavelbok (kallad "Genealogisk bok") förs av varje international förening eller spansk nationell förening som begär det. Baserat på beslutet i Bryssel har en begäran gjorts av Foundation for the Pure Spanish Horse att få föra USA:s stamtavelbok för PRE. I december 2009 hade Spanien inte dragit tillbaka rätten för ANCCE att ensamt föra bok över PRE.